# Virtuální asistent
Virtuální asistent (zkráceně VA) je dodavatel služeb působící převážně na volné noze, který vykonává práce z oblasti administrativy, ale také technické a tvůrčí povahy. Pracuje odkudkoli (z domu či coworkových center), nezávisle na kanceláři, za využití online technologií. Virtuální asistenti vykonávají delegovanou práci jako je např. zákaznická podpora, administrativa nebo správa sociálních sítí.
Online asistent může např. komunikovat se zákazníky a klienty prostřednictvím online nástrojů jako je Messenger nebo Skype. Pomáhá jim s dotazy, řeší podporu kolem objednávek apod. Může fungovat i jako prostředník technické podpory, nebo vyřizovat telefonní hovory i reklamace.
Za první virtuální asistentku na světě je považována Američanka Anastacia Brice. Většina virtuálních asistentů pochází ze sféry obchodní, asistentské či marketingové.